# Sekretariát pro ekonomiku
Sekretariát pro ekonomiku (italsky Segreteria per l'Economia) je dikasterium římské kurie, jehož hlavním úkolem je sestavování rozpočtu Svatého stolce a Městského státu Vatikán, má však také pravomoc provádět kontrolu jejich hospodaření.  
Sekretariát sídlí v Apoštolském paláci ve Vatikánu. V jeho čele stojí prefekt, jímž je od roku 2022 Maximino Caballero Ledo.

## Historie
Sekretariát pro ekonomiku zřídil papež František současně s Ekonomickou radou a úřadem generálního auditora svým motem proprio Fidelis dispensator et prudens dne 24. února 2014. Svou činnost sekretariát zahájil na konci března 2014.
V červenci 2014 papež František přesunul na Ekonomický sekretariát část kompetencí Správy majetku Apoštolského stolce.
Na sklonku roku 2020 papež František přenesl správu finančních investic a nemovitostí vlastněných Státním sekretariátem na Správu majetku Apoštolského stolce, podléhající kontrole Sekretariátu pro ekonomiku. Posílení pravomocí Sekretariátu pro ekonomiku znamená, že "od nynějška bude plnit také funkci papežského sekretariátu pro ekonomické a finanční záležitosti" a je tak vlastně ekonomickou obdobou Státního sekretariátu.
6. května 2021 byla pod Sekretariát pro ekonomiku převedena správa Svatopetrského haléře.

## Seznam prefektů sekretariátu
- George kardinál Pell (2014–2019)
- kněz Juan Antonio Guerrero Alves SJ (2019–2022)
- laik dr. Maximino Caballero Ledo (od 1. prosince 2022)[3][9]

## Seznam generálních sekretářů
- Mons. Alfred Xuereb O.Melit. (2014–2018)
- Maximino Caballero Ledo (2020–2022)
- Benjamin Estévez de Cominges (od 1. února 2024)[10]